# 突騎施
突騎施（テュルギシュ、Türügeš; とっきし）は、8世紀に存在したテュルク系遊牧騎馬民族。西突厥十部の東方五咄陸部の一つとして、イリ川上・中流域で遊牧していた部族。

## 歴史

### 烏質勒の時代
初め、烏質勒は西突厥の可汗（カガン）阿史那斛瑟羅に隷属し、莫賀達干（バガ・タルカン、Baγa Tarqan：官名）と号していた。斛瑟羅の政治が冷酷なため、民衆はこれに心服していなかったが、烏質勒が配下の者をよく撫でて威信があったため、諸胡（ソグド人などの西方民族）は彼に付き従い、勢力が次第に大きくなっていった。烏質勒はその下に20人の都督を置き、それぞれに7千人の兵を統率させ、碎葉（スイアブ）の西北に駐屯した。やがて碎葉を攻撃して手に入れると、牙帳を移してここに居をかまえ、碎葉水を大牙とし、弓月城・伊麗河（イリ川）を小牙とした。その領域は東北が東突厥と、西南が諸胡（昭武九姓）と、東南が西州（トルファン）・庭州（ビシュバリク）と隣接した。
699年、烏質勒は子の遮弩（シャド）を周（武周）に入朝させため、武則天より厚く尉撫を加えられた。
700年、可汗の斛瑟羅は周に入朝して左衛大将軍兼平西軍大総管を拝命したが、支配下の部衆が烏質勒の侵略を受けて弱小になってしまったので、領地へ帰ろうとはしなかった。そのため、彼の支配領域はすべて烏質勒に併合されてしまった。
706年春、烏質勒が懐徳郡王に封ぜられることが決定された。12月、烏質勒は安西大都護の郭元振と軍議をしていたが、厳しい風雪と老齢のため、死去してしまう。中宗は詔によって烏質勒を懐徳郡王に封じるため、御史大夫の解琬を烏質勒のもとへ赴かせて冊立させようとしたが、すでに烏質勒が死去していたので、烏質勒の子である娑葛を嗢鹿州都督・左驍衛大将軍とし、父の封爵を襲名させた。娑葛のこの時の兵力は30万。中宗はあらためて娑葛を金河郡王とし、後宮の婦人4人を賜った。

### 娑葛の時代
景龍年間（707年 - 710年）、娑葛は唐に使者を遣わして謝意を表した。中宗は使者を引見して労い、下賜品を賜った。まもなくして、娑葛は父の配下武将であった闕啜忠節と激しく争い戦った。
708年、娑葛は闕啜忠節の罪を朝廷に訴えた。時に兵部尚書の宗楚客が朝廷で勢力をふるっていたので、闕啜忠節は密かに遣使を送って金七百両を宗楚客に賄賂して入朝しなくてもよくし、吐蕃を誘って娑葛を攻撃させ、報復しようとした。宗楚客はすぐに御史中丞の馮嘉賓に節を持たせて事にあたらせた。馮嘉賓は闕啜忠節と書簡を交換したが、娑葛の巡邏兵にこれを奪われた。11月、謀りごとを知った娑葛は兵を発して安西の撥換（亀茲）・焉耆・疏勒を襲撃し、闕啜忠節を生け捕り、馮嘉賓を殺した。自ら可汗と称した娑葛は弟の遮弩に兵を率いさせて塞（長城）で略奪させた。娑葛は安西都護の牛師奨と火焼城で戦い、牛師奨を戦死させて安西を陥落させ、四鎮路を封鎖した。娑葛は表を奉って宗楚客の首を求めた。安西大都護の郭元振は表を奉り、娑葛の行状が正しく、当然赦されるべきであることを述べた。中宗は詔で娑葛の罪を赦し、冊立して十四姓可汗とした。
709年7月、娑葛が遣使を送って唐に降ったため、中宗は娑葛を驍衛大将軍・衛尉卿・金河王・帰化可汗（欽化可汗）とし、守忠の名を賜った。時に娑葛は弟の遮弩とその部を分治していたが、遮弩が自分の部衆が少ないのを妬み、兄に叛いて東突厥の默啜に帰順した。遮弩は道案内をして帰り、兄を攻撃することを願い出た。默啜は遮弩を留め、自ら兵2万を率いて娑葛を攻撃し、これを捕えた。默啜は帰国すると娑葛、遮弩の2人とも殺してしまった。默啜の兵が還ると、娑葛の配下部将である蘇禄が余衆を寄せ集め、自ら可汗となった。

### 蘇禄の時代
突騎施別種の出身である車鼻施啜の蘇禄は、突騎施の余衆を寄せ集め、新たな突騎施酋長となった。彼は善く下の者をいたわり従えたので、十姓部落（西突厥）は次第に彼に帰順していった。部衆は20万を擁し、遂に西域の地に勢力を確立するにいたった。
715年、蘇禄は初めて唐に入朝し、右武衛大将軍・突騎施都督を授かったが、朝廷は蘇禄の献上物を受け取らなかった。716年8月、東突厥可汗の默啜が死去したため、蘇禄は自ら立って可汗となった。718年5月、朝廷は武衛中郎将の王恵に節を持たせ、突騎施都督の蘇禄を左羽林大将軍・順国公に拝し、金方道経略大使とした。しかし、蘇禄は悪賢く唐に心から臣従したわけではなかった。719年10月、玄宗はこれを唐に繋ぎとめておこうとし、蘇禄を忠順可汗に冊立した。722年12月、玄宗は十姓可汗阿史那懐道の娘を金河公主とし、突騎施可汗の蘇禄に娶らせた。726年12月、金河公主が牙官を安西に遣わし、馬千頭を引き連れて交易させた。使者が金河公主の指令を杜暹に述べ伝えたところ、杜暹は怒って「阿史那の娘がその身分をかえりみず、指令を述べ伝えるとは何事か！」と言い、その使者を鞭打ち、抑留して還さなかった。その馬は降雪に遭い、寒さのために死に絶えてしまった。蘇禄は大いに怒り、兵を発して四鎮に攻め込んで略奪をおこなった。時に、杜暹は帰国して国政を司っていたため、趙頤貞が代わって安西都護となっていた。趙頤貞は長期にわたって城壁にのぼって防戦し、撃って出ては敗れた。蘇禄はその人畜を捕え、穀物倉の蓄えを奪い出した。しばらくして杜暹が宰相になっていることを聞き知り、蘇禄は軍を引いて去った。その後、すぐに首領の葉支阿布思を遣わして来朝させた。727年、蘇禄は吐蕃の賛普と結んで挙兵し、四鎮に入寇して安西城を包囲した。しかし、安西副大都護の趙頤貞によって撃破される。730年、蘇禄の使者が京師に至り、玄宗は丹鳳楼に臨御して宴を催した。たまたま東突厥の使者も来ていたので、両者は席の上下を争うこととなった。東突厥の使者は「突騎施の国は小さく、もともとは突厥に臣従していた。その使者が上座を占めるべきではない」と言い、蘇禄の使者は「この宴は我のために設けられたものだ。我が下座であるわけにゆかない」と言った。ここにおいて中書門下及び百僚は議し、遂に東西の幕下にそれぞれの席を設け、東突厥の使者は東、突騎施の使者は西に座った。宴が終わると、唐は多くのものを賜って帰国させた。735年10月、突騎施は北庭及び安西の撥換城を寇した。736年1月、吐蕃は遣使を送り方物を献上した。北庭都護の蓋嘉運は兵を率いて突騎施を撃ち、これを破る。8月、突騎施は大臣の胡禄達干を遣わし、唐に請和した。738年、初めの頃、蘇禄はその民衆をいつくしみ治め、性格が勤勉・質素で、戦闘のたびごとに捕獲物を支配下の者に分け与えた。そのために諸族は彼に心服し力を尽くした。また、吐蕃・突厥と密通していたため、二国の君主はその娘を蘇禄に娶せた。蘇禄は遂に三国の娘を立てて可敦（カトゥン、Qatun：皇后）とし、数人の子供を葉護（ヤブグ、Yabγu）とした。こうして日ごとに彼の出費が多くなっていったにもかかわらず、普段から蓄えをしていなかったため、晩年になると貧困を憂えてたのしまず、故に捕獲物を自分のもとにおいて分配しなくなり、部下が叛くようになった。その上病風にかかり、一支が曲がって役に立たなくなった。そんな中、突騎施には大首領の莫賀達干（バガ・タルカン、Baγa Tarqan：官名）・都摩度の両部落があり、最も強盛となっていた。さらにその種人の中でも娑葛の後裔の者は「黄姓」と称し、蘇禄の部は「黒姓」と称し、互いに敵視し合うようになった。夏、莫賀達干は軍隊を率いて夜に蘇禄を攻撃してこれを殺した。都摩度は初め莫賀達干と通謀していたが、まもなく背きあうようになり、蘇禄の子の骨啜（クチュル）を立てて吐火仙可汗とし、蘇禄の余衆を寄せ集めて莫賀達干と攻撃し合った。

### 吐火仙可汗と莫賀達干

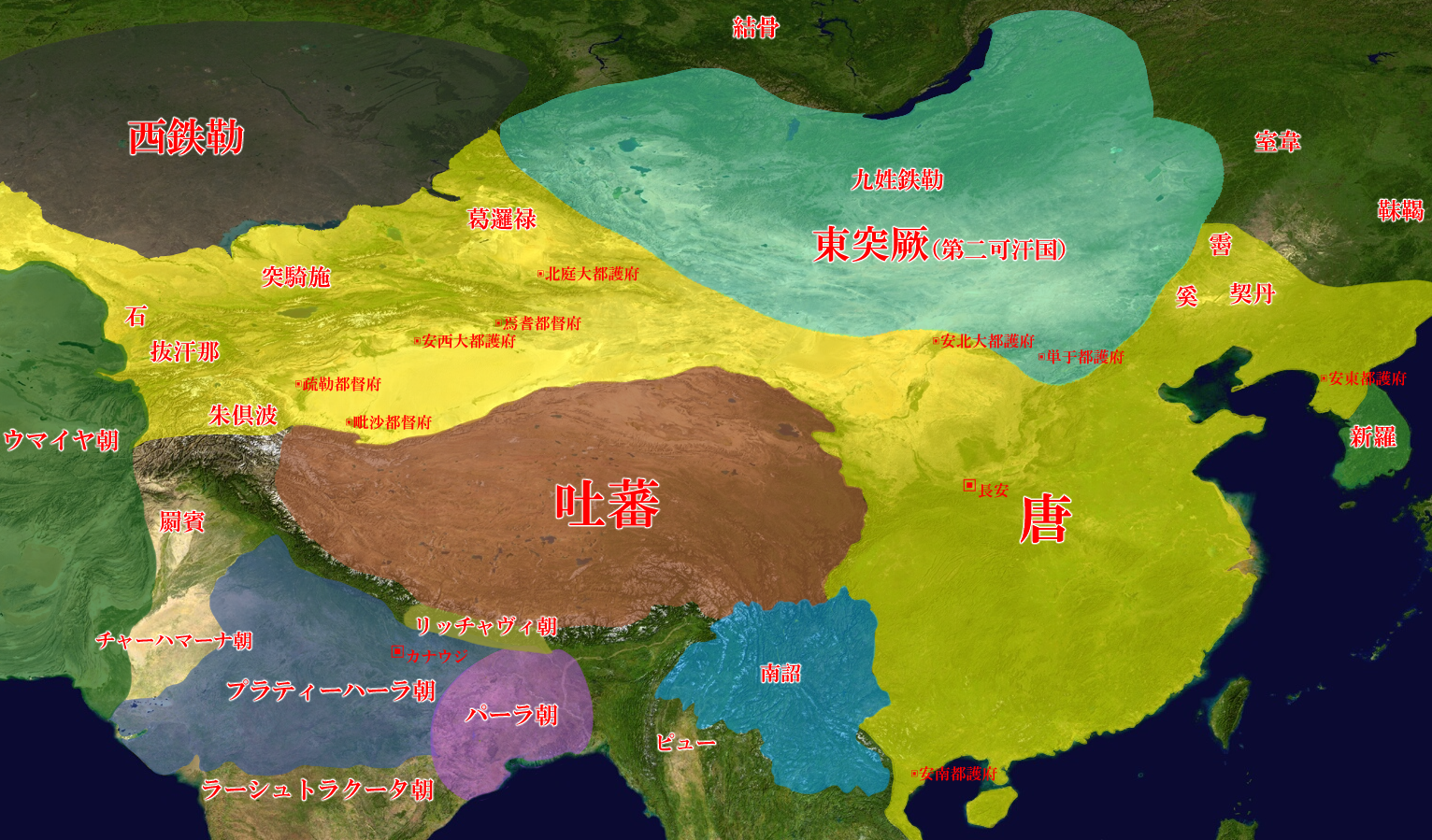
8世紀前半、突騎施の周辺国。

開元26年（738年）夏、莫賀達干の勒兵は夜に蘇禄を襲い、これを殺した。都摩度は初め、莫賀達干と共謀していたが、まもなく背き合うようになり、蘇禄の子である骨啜（クチュル）を立てて吐火仙可汗とし、その余衆を集めて莫賀達干を攻撃した。莫賀達干は磧西節度使の蓋嘉運に使者を送ってこのことを報告したため、玄宗は蓋嘉運に命じて突騎施・抜汗那などの西方諸国を召集させた。一方の都摩度は吐火仙可汗と碎葉（スイアブ）城に拠り、黒姓可汗の爾微特勤は怛邏斯（タラス）城に拠り、共に兵を連ねて唐を拒んだ。
開元27年（739年）秋8月乙亥、莫賀達干は蓋嘉運とともに石（チャーチュ）王の莫賀咄吐屯（バガテュル・トゥドゥン）・史（ケシュ）王の斯謹提を率いて蘇禄の子を撃ち、これを碎葉城で破った。吐火仙は旗を棄てて逃走したが賀邏嶺（ガローリン）で捕えられ、その弟の葉護（ヤブグ）頓阿波（トンアパ）も捕えられた。疏勒鎮守使の夫蒙霊詧は精鋭の兵を擁して抜汗那王の阿悉爛達干（アスラン・タルカン）とともに怛邏斯城を急襲し、黒姓可汗とその弟の撥斯を斬り、曳建城に入って金河公主（交河公主）と蘇禄の可敦（カトゥン：皇后）・爾微の可敦を捕えて帰った。また、西方諸国の散亡した数万人を数えて一人残らず抜汗那王に与え、諸国はすべて唐に降った。9月戊午、処木昆・鼠尼施・弓月らの諸部はこれまで突騎施に隷属していたが、衆を率いて唐に内附し、安西管内への移住を請うた。
開元28年（740年）、唐は処木昆匐延都督府の闕律啜（キョリチュル）を右驍衛大将軍に抜擢し、石王に冊立して順義王とし、加えて史王に拝して特進とし、その功績を顕彰してこれに報いた。蓋嘉運は捕えた吐火仙可汗を太廟に献じ、玄宗は吐火仙を赦して左金吾衛員外大将軍・修義王とし、弟の頓阿波を右武衛員外将軍とした。また、阿史那懐道の子の阿史那昕を十姓可汗とし、突騎施を領させようとしたが、莫賀達干が怒って「蘇禄を討ったのは我の功である。今昕を立てるとはどういうことか？」と言い、すぐに諸落を誘って叛いた。そこで玄宗は莫賀達干を立てて可汗とし、突騎施の衆を統べさせることを蓋嘉運に伝えさせた。12月乙卯、こうして莫賀達干は妻子と纛官・首領を引き連れて唐に降った。
天宝元年（742年）4月、玄宗はふたたび阿史那昕を十姓可汗とし、兵を遣わして護送してやった。しかし、倶蘭城に至ったところで阿史那昕は莫賀達干に殺されてしまう。6月乙未、突騎施大纛官の都摩度は唐に降ったため、三姓葉護に冊立される。
天宝3年（744年）5月、安西節度使の夫蒙霊詧は莫賀達干を討ってこれを斬り、黒姓の伊里底蜜施骨咄禄毘伽（イリテミシュ・クテュルク・ビルゲ）を立てることを申請した。6月甲辰、唐は伊里底蜜施骨咄禄毘伽を冊立して十姓可汗とした。

### 突騎施の衰退
天宝12載（753年）、黒姓部の登里伊羅蜜施が可汗に即位し、唐から詔冊を賜った。
至徳（756年 - 758年）の後から突騎施は衰え始め、黄姓と黒姓はそれぞれの可汗を立てては互いに攻め合ったが、乾元年間（758年 - 760年）も、黒姓可汗の阿多裴羅（アタ・ボイラ）は唐に遣使者を入朝させ続けた。大暦（766年 - 779年）の後は、葛邏禄（カルルク）族が盛んとなり、碎葉（スイアーブ）川（チュイ川）に移住し、わずかとなった黄姓と黒姓は葛邏禄（カルルク）族に臣従した。一方の西突厥の本族である斛瑟羅の余部は回鶻に付き、突厥の時代は終焉した。

## 歴代首領
酋長（部族長）、可汗
1. 烏質勒（懐徳郡王）（? - 706年）…斛瑟羅の配下（莫賀達干）
2. 娑葛（金河郡王、十四姓可汗、帰化可汗）（706年 - 709年、可汗位：708年 - 709年）…烏質勒の子
3. 蘇禄（忠順可汗）（709年 - 738年、可汗位：716年 - 738年）…娑葛の配下
  - 吐火仙可汗（骨啜、クチュル）（可汗位：738年 - 739年）…蘇禄の子
  - 爾微特勤（可汗位：738年 - 739年）…黒姓可汗
4. 莫賀達干（バガ・タルカン）（738年 - 744年、可汗位：740年 - 744年）
5. 伊里底蜜施骨咄禄毘伽（イリテミシュ・クテュルク・ビルゲ、十姓可汗）（突騎施可汗：742年 - ?、十姓可汗：744年 - ?）…黒姓出身
6. 移撥（イバル）（十姓可汗）（可汗位：749年 - ?）
7. 登里伊羅蜜施（テングリ・イルミシュ）（可汗位：753年 - ?）…黒姓可汗
8. 阿多裴羅（アタ・ボイラ）（可汗位：? - ?）…黒姓可汗

## 参考資料
- 『旧唐書』本紀第八、本紀第九、列伝第一百四十四下、
- 『新唐書』本紀第五、列伝一百四十下
- 『資治通鑑』巻第二百一十一、巻第二百一十二、巻第二百一十三、巻第二百一十四
- 小松久男『世界各国史４　中央ユーラシア史』山川出版社、2000年
- 内藤みどり『西突厥史の研究』早稲田大学出版部、1988年